# ديفيد بيتروفيتش
ديفيد بيتروفيتش (مواليد 14 مارس 2003) هو لاعب كرة قدم صربي يلعب كظهير أيسر في نادي الشارقة الإماراتي.

## وصلات خارجية
- ديفيد بيتروفيتش على موقع قاعدة بيانات كرة القدم.إي يو (الإنجليزية)
- ديفيد بيتروفيتش على موقع Soccerway.com (الإنجليزية)